# Abby Howland Woolsey
Abby Howland Woolsey, née le 16 juillet 1828 à Alexandria en Virginie et morte le 7 avril 1893 à New York, est une travailleuse sociale, enseignante et infirmière américaine, auteure de plusieurs manuels et ouvrages à destination du personnel hospitalier.

## Biographie

### Jeunesse et formation
Abby Howland Woolsey est l'une des filles de Charles William Woolsey et de Jane Eliza Newton épouse Woolsey, ses sœurs sont Jane Stuart Woolsey, Georgeanna Woolsey (en), Mary Elizabeth Watts, Harriet Roosevelt, Eliza Newton, Caroline Carson, elle a également un frère Charles William le cadet,.
Abby Howland Woolsey  passe ses premières années au Royaume-Uni, puis à Boston dans l'État du Massachusetts, parce que son père Charles William Woolsey est nommé pour prendre la direction d'une entreprise de raffinerie du sucre à East Boston, poste qui assure la prospérité de la famille,.
Abby Howland Woolsey suit ses études primaires à une école dirigée par une certaine Miss Murdock.

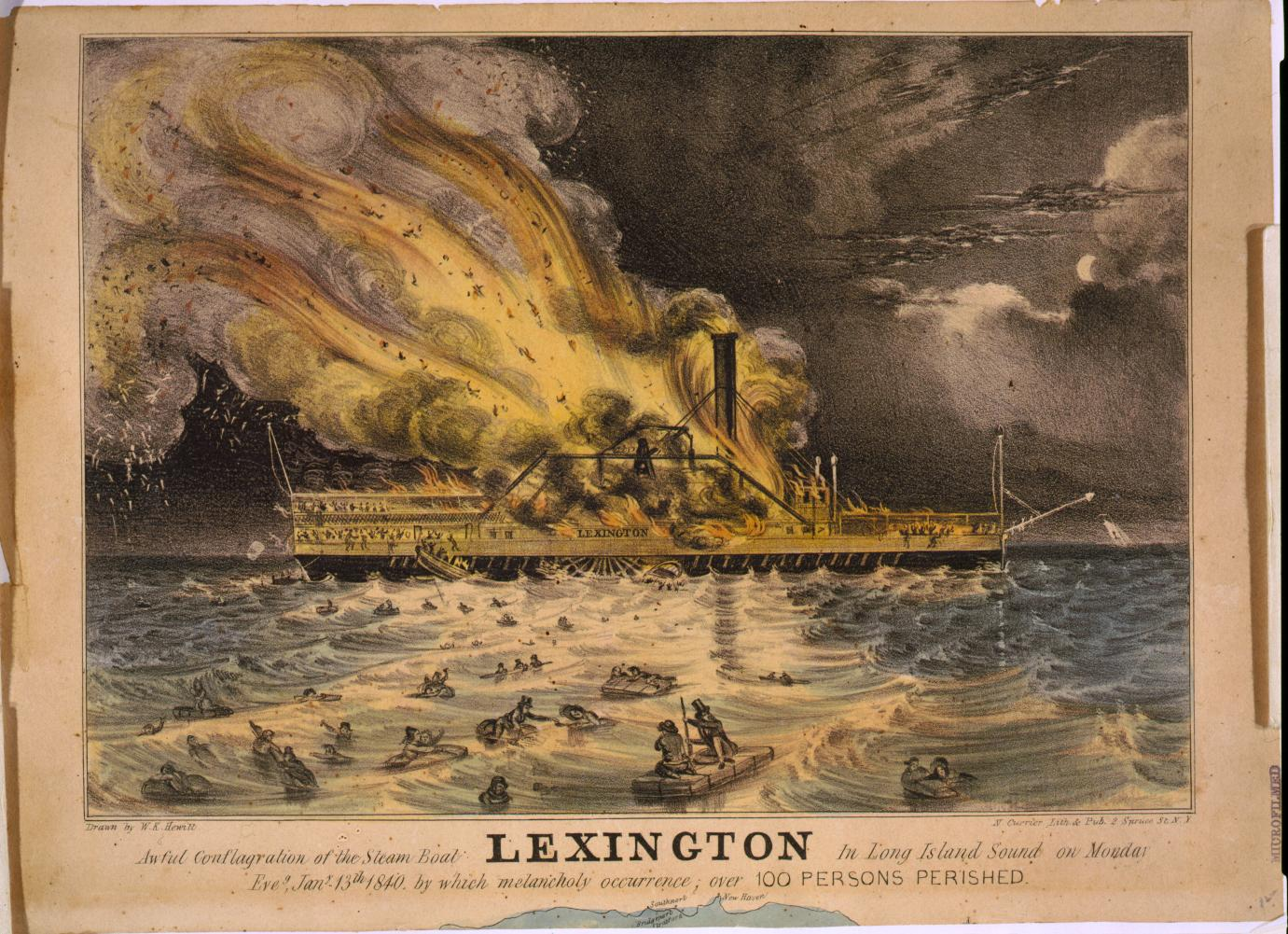
Lithographie représentant l'incendie du Lexington.

Le 13 janvier 1840, Charles William Woolsey meurt lors de l'incendie qui ravage le Lexington (steamship) (en) au large du détroit de Long Island Sound ,.
Après la mort de son mari, Jane Eliza Woolsey emmène sa famille à New York. Ses filles, dont la jeune Abby Howland, suivent leurs études secondaires au Rutgers Female College (en) et passent la dernière année au Bolton Priory (Pelham Manor, New York) (en) à proximité de la ville de New Rochelle dans l'État de New York,, 
Pendant ses études secondaires, Abby Howland Woolsey se passionne pour la littérature française, allemande et italienne ; ses auteurs préférés sont Thomas Carlyle, Hannah More et Thomas Macauley. elle est également une lectrice assidue du New-York Tribune quotidien  fondé par Horace Greeley,.
Abby Howland Woolsey parfait sa formation en entrant dans un séminaire pour jeunes femmes dirigée par les demoiselles Anable à Philadelphie dans l'État de Pennsylvanie. Puis fait différents voyages en Europe. Comme bien des fidèles de l'église presbytérienne, Abby Howland Woolsey  et sa famille sont des abolitionniste convaincus. En février1859, alors qu'elle accompagne sa mère pour une excursion dans les États du Sud, elle est marquée par le spectacle d'une vente aux enchères d'esclaves noirs à Charleston dans l'État de la Caroline du Sud.
En dehors de la vie scolaire, Abby Howland Woolsey se démarque des rôles traditionnellement assignées aux femmes de son temps, notamment au sein de la vie domestique et le fait savoir. Elle fait le vœu de ne jamais se marier. Par ailleurs, elle devient une fidèle de l'Église réformée néerlandaise de Market Street,.

### Carrière

#### La guerre de Sécession
Lorsqu'éclate la guerre de Sécession, elle soutient les nordistes notamment en participant à l'effort de guerre en faveur de l'Union Army. En 1861, Abby Howland Woolsey est une des fondatrices de la Women's Central Association of Relief animée par la docteure en médecine Elizabeth Blackwell. Cette association fournit du matériel médical et forme des infirmières pour les hôpitaux militaires de Union Army.  Le 9 juin 1861, le président Abraham Lincoln rend hommage à la Women's Central Association of Relief et fonde à sa suite l'United States Sanitary Commission, il est à préciser que la Women's Central Association of Relief (WCRA) reste indépendante de cette commission.
Abby Howland Woolsey se rend à Boston, New York et NewHaven pour aider les femmes de la WCRA à organiser des collectes et confectionner des chemises, pantalons, chaussettes, pantoufles, mouchoirs, foulards, des taies d'oreiller à livrer aux hôpitaux militaire, dont le nombre ne cesse de croître.